# Raimund Burke
Raimund Burke (* 12. April 1969 in Lingen) ist ein deutscher Hard-Rock-Gitarrist und Arrangeur.

## Leben
Im Jahr 2016 spielte Burke, unter der Bezeichnung The Raimund Burke Orchestra, eine CD mit Stücken der Glenn-Miller-Bigband ein – und zwar mit jeweils 10 bis 14 E-Gitarren, die er alle selbst spielte. Die Swing-Klassiker von Glenn Miller, spielte er auf Tonspuren quasi als Orchesterpartitur nacheinander einzeln ein.
2021 veröffentlichte Burke unter dem Namen Spirit of Laodan ein Prog-Metal-Album mit Texten aus Laozi's Tao Te King.

## Diskografie
- 2006: Get It (Weltall Schallplatten)
- 2008: Into My Arena[6]
- 2010: Christmas Classics
- 2013 Get it - 2.0 (Rerecorded!)
- 2016: A Rockin' Tribute To Glenn Miller, (Timezone)[7]
- 2021: Raimund Burke's SPIRIT OF LAO DAN - Secret Life